# Rowland Biffen

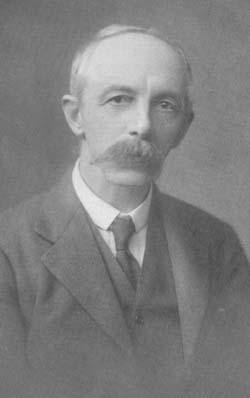
Rowland Biffen (aufgenommen ca. 1924)

Rowland Harry Biffen (* 28. Mai 1874 in Cheltenham; † 12. Juli 1949) war ein britischer Botaniker, Mykologe und Genetiker.

## Leben und Werk
Biffen war der Sohn eines Schulleiters in Cheltenham und studierte ab 1893 an der Universität Cambridge (Emmanuel College) mit dem Abschluss 1896 mit Bestnoten in den Tripos für Naturwissenschaften. Wegen seines Abschlusses wurde er Frank Smart Student in Botanik des Gonville and Caius College, dessen Fellow er wurde. 1897/1898 nahm er an einer Expedition nach Brasilien, Mexiko und in die Karibik teil, um die Kautschukproduktion zu studieren. Biffen hielt später ein Patent auf Latex. Nach der Rückkehr wandte er sich in Cambridge, wo er Demonstrator wurde, unter Harry Marshall Ward der Mykologie zu. 1908 wurde er erster Professor für landwirtschaftliche Botanik in Cambridge, was er bis 1931 war. Er war der erste Direktor des Plant Breeding Institute (PBI) in Cambridge (dessen wissenschaftliche Abteilungen 1994 in das John Innes Centre in Norwich eingegliedert wurden, nachdem das PBI an Unilever verkauft worden war).
Biffen befasste sich vor allem mit Weizenzucht, wobei er wissenschaftliche Prinzipien nach Mendel einführte. Sein bedeutendster Zuchterfolg war die Sorte Little Joss (1910).
1905 und 1930 war er Präsident der British Mycological Society. 1918 gründete er die Zeitschrift Agricultural Science. Er war maßgeblich an der Gründung der Genetics Society und des National Institute of Agricultural Botany beteiligt.
Er war Fellow der Royal Society (1914), wurde 1925 geadelt und erhielt 1920 die Darwin-Medaille. 1935 wurde er Ehrendoktor (D. Sc.) der Universität Reading. Er heiratete 1899. Biffen war ein begabter Landschaftsaquarellist und Hobbygärtner mit besonderem Interesse für die Aurikel, über die er ein Buch verfasste, das 1951 postum erschien.